# Baumanskaja
Baumanskaja (in russo: Бауманская) è una stazione della Linea Arbatsko-Pokrovskaja, la linea 3 della Metropolitana di Mosca, che prende il nome dal rivoluzionario Nikolai Bauman.
Fu progettata da Boris Iofan e Yu.P. Zenkevich e fu inaugurata nel 1944. Il design Art déco presenta pilastri in marmo bianco con angoli smussati, mura ricoperte da piastrelle e griglie di ventilazione decorative. Vi sono anche sculture in bronzo di V.A. Andreev che ritraggono soldati e operai russi del fronte durante la seconda guerra mondiale. Al termine della banchina c'è un ritratto a mosaico di Vladimir Lenin.

## Eventi
Su un muro della stazione vi è un manoscritto molto strano; è situato dove si ferma la prima carrozza in direzione Ščёlkovskaja, poco sotto la griglia di ventilazione.
L'iscrizione è scolpita nel marmo a circa 120 cm dal suolo, e misura 8 cm in lunghezza e 1,5 cm in altezza. Consiste di due date, separate da un trattino; sono scritte nel modo seguente: 19 14/XI 46 - 19 15/XII 54 (14/11/1946 - 15/12/1954). Il metodo di scrittura assomiglia al modo in cui si scrivono le date sulle tombe, ma l'origine dell'iscrizione è sconosciuta. Per ulteriori informazioni, vedere qui (in russo).